# Port lotniczy Vinh
Port lotniczy Vinh – port lotniczy w Vinh, w Wietnamie.